# Iglesia de Nuestra Señora de Gracia (Hoboken)
La Iglesia de Nuestra Señora de Gracia (en inglés, Church of Our Lady of Grace) es una iglesia católica construida entre 1874 y 1878. Está situado en Hoboken, condado de Hudson, Nueva Jersey (Estados Unidos). Es una iglesia de estilo neogótico diseñada por Francis G. Himpler y William J. Whyte.
Ubicada en la esquina de las calles Fourth y Willow en Hoboken, fue alterada en losaños 1960. Fue incluida en el Registro Nacional de Lugares Históricos en 1996. 
El exterior de la iglesia se usó para escenas en la película de 1954 On the Waterfront.